# الهجرات العربية إلى بلاد الشام
شملت الهجرات العربية إلى بلاد الشام، موجات متتالية من الهجرة والاستيطان من قبل القبائل العربية من شبه الجزيرة العربية إلى منطقة بلاد الشام في غرب آسيا، والتي تشمل حاليًّا سوريا ولبنان والأردن وفلسطين . استمرتدفُّق موجات الهجرات العربية إلى بلاد الشام من العصر القديم حتى العصر الحديث. كتب الآشوريون في القرن التاسع قبل الميلاد إشارات مكتوبة إلى العرب بين سكان بلاد الشام والجزيرة العربية.
تأسست العديد من الممالك والإمارات العربية البارزة في بلاد الشام منذ العصور القديمة مثل مملكة الأنباط في جنوب بلاد الشام في القرن الثالث قبل الميلاد، واليطوريون شمال الجليل في فلسطين في أواخر العصر الهلنستي، وفي تدمر شكل العرب إلى جانب الآراميين مجموعة عرقية رئيسية من سكان المدينة الأصليين. كما ظهرت سلالات وملوك عرب محليون بارزون من بلاد الشام مثل سلالة آل شمسيغرام في حِمص السورية الحالية والإمبراطور الروماني فيليب العربي.
وبدءًا من أواخر العصور القديمة، برزت العديد من القبائل العربية في بلاد الشام مثل التنوخيين في عهد حاكمتهم الأكثر شهرة الملكة ماوية في مدينة حلب، وبنو سليح، والغساسنة التي كانت عاصمتهم في مرتفعات الجولان.
وبعد صعود الخلافة الراشدة بعد وفاة النبي محمد في عام 632 م، وتوسعها إلى بلاد الشام بعد حكم الإمبراطورية الرومانية الشرقية، مما دفع العرب إلى استيطان الشام وهجرة بعض القبائل من شبه الجزيرة العربية إلى بعض المناطق الحضرية في الشام. أدى الفتح إلى فرار بعض السكان المحليين، مثل الغساسنة-وهم عرب مسيحيون- الذين فروا إلى الأناضول البيزنطية مما أدى إلى خلق أماكن شاغرة شغلها المهاجرون العرب. كان المجتمع اليهودي في هذا الوقت بمثابة نهاية ما يقرب من 500 عام من الحكم الروماني والنفي، حيث سمح الخليفة عمر بن الخطاب لليهود بالهجرة مرة أخرى إلى بلاد الشام.
شهد عصر الخلافة الأموية المزيد من الهجرة إلى بلاد الشام، حيث كان الحكام يهدفون إلى الحفاظ على الهويات القبلية المتميزة وإدارة التركيبة السكانية من خلال عمليات نقل السكان. تشير التقديرات إلى أنه بحلول نهاية القرن السابع الميلادي، استقر حوالي ربع مليون عربي في الشام، وكانوا وقتها أقلية بين السكان الأصليين.

## تاريخ

### العرب في الشام قبل الاسلام
المقالات الرئيسية: تاريخ العرب، اللغة العربية القديمة، القيداريون، الأنباط، بنو سليح، اللخميون المناذرة، الغساسنة، التنوخيون.
أقدم شهادة معروفة لـلغة العربية القديمة موجودة في بلاد الشام، أقدمها تقع في باير، شرق الأردن، ويرجع تاريخها إلى العصر الحديدي في القرن التاسع قبل الميلاد. تشهد السجلات الآشورية والتوراتية واليونانية القديمة على وجود شعوب عربية مثل القيداريين والأنباط الذين يعيشون في المناطق الصحراوية مثل بادية الشام وهضبة الجولان وصحراء النقب وشبه جزيرة سيناء في منطقة واسعة تسمى البتراء العربية، والتي شملت شمال شبه الجزيرة العربية. في العصور الكلاسيكية القديمة، كان للعديد من الكيانات السياسية في الشرق الأدنى القديم حضور عربي كبير، مثل المقاطعة الأخمينية في شبه الجزيرة العربية، والمملكة النبطية، بالإضافة إلى إمبراطورية تدمر.
تصور المصادر الإسلامية مثل اليعقوبي اتحاد قبيلة الغساسنة وجذام كعملاء بيزنطيين في بلاد الشام، حيث عملوا كدولة عازلة ضد الساسانيين تحت الوصاية البيزنطية، تمكن الغساسنة من إنشاء مملكة تابعة لتاج الإمبراطور البيزنطي واتخذوا مدينة الجابية الواقعة في شرق الجولان عاصمة لهم .يرتبط بنو جذام، القبيلة الرئيسية التي تسكن صحاري جنوب فلسطين، بالنبي شعيب في التقاليد العربية، كان لـبني لخم، الذين اختلطوا بـبني جذام المتمركزين في شمال الفرات، وجود أيضًا في فلسطين. هاجرت قبيلة بنو غسان بأعداد كبيرة إلى جنوب سوريا وشمال شرق الأردن كانت العلاقات التجارية بين بلاد الشام وشبه الجزيرة العربية موجودة أيضًا، حيث كانت قوافل قريش من مكة في الحجاز تسافر لبلاد الشام في الصيف، ومن بينهم هاشم بن عبد مناف الجد الثاني للنبي محمد ووالد النبي محمد: عبدالله بن عبد المطلب، الذين اعتادوا وفقًا لابن سعد في التقاليد الإسلامية على التجارة في غزة ويذكر أيضا أن هاشم بن عبدمناف قد توفي أثناء رحلة تجارية إلى الشام ودفن في غزة
بحلول القرون التي سبقت الفتوحات الإسلامية المبكرة، كان من مناطق الوجود العربي في بلاد الشام المنطقة المحيطة بـتدمر ومدن مثل حِمص وحران والرها، والذين نفذوا غارات على أديرة الصحراء في فلسطين، فضلاً عن سكنهم مستوطنات دائمة في المناطق الطرفية مثل البتراء وبصرى وفيليبوبوليس-مسقط رأس الإمبراطور الروماني فيليب العربي- أما بقية البلاد المزروعة الداخلية فكان يسكنها في الغالب المسيحيون واليهود الناطقون بـاللغة الآرامية.

### عصر الخلافة الراشدة (632-661م)
تأسست الخلافة الراشدة بعد وفاة النبي محمد تحت قيادة أبي بكر وعمر بن الخطاب، وتوسعت الخلافة بسرعة وتم فتح بلاد الشام. وفي غضون ثلاث سنوات، كانت سوريا وفلسطين تحت سيطرة المسلمين. وخلال الفتح، بدأ عدد من الأقلية البيزنطية اليونانية في الفرار من شبه الجزيرة العربية وبدأوا في الاستقرار في مدن الشام مباشرةً بعد الفتح. ومع ذلك، كان هذا الاستيطان محدودًا، وشملت في المقام الأول أعضاء من الجيوش الغازية الأصلية. واستقرت القبائل العربية الذين هاجروا بشكل أساسي في الأجزاء المهجورة من المدن، وليس في المناطق الريفية أو مدن المخيمات الجديدة، كما حدث في العراق. واستقرت بعض القبائل العربية قبل الإسلام في الريف. إن أعداد العرب الذين استقروا في المقاطعات الشرقية (المشرق) غير معروفة. يفترض برنارد لويس أنهم كانوا "أقلية صغيرة بين السكان الأصليين"، والذي قدر عددهم بـ "ربع مليون" في القرن الهجري الأول. بلغ إجمالي عدد سكان الشام ما بين 4 إلى 5 ملايين نسمة في القرن السابع، وكان عدد سكان فلسطين وحدها يتراوح بين 1 إلى 4 ملايين نسمة.
تقدم كل من المصادر الإسلامية والشامية أدلة على الهجرة الكبرى. ذكر البلاذري أن سكان دمشق قد غادروا، وكذلك سكان المدن الساحلية مثل صيدا، وعرقة، وجبيل، وبيروت. ربما شمل هذا أيضًا مواطني حمص. كما ذكر أن الجنود الرومان من مدن مثل دمشق وجبلة وطرطوس غادروا بعد استسلامهم. أما الآخرون الذين لم يفروا مثل أنطاكية فقد مُنِحوا خيار البقاء ودفع ضريبة الجزية أو المغادرة، واختار معظم اللاحقين المغادرة.
تشير بعض الأدلة الأثرية إلى أن مناطق معينة كانت خالية من السكان إلى حد كبير، ربما بسبب فرار جزء كبير من سكانها، وخاصة في المنطقة الساحلية. ومن الأمثلة على ذلك مدينة قيسارية التي انخفضت مساحتها بنسبة 80٪ في القرن السابع الميلادي، ربما بسبب الهجرة أثناء الفتح، والتي وصفت الأدلة الأدبية طبيعتها العنيفة، وكذلك عكا التي تظهر فجوة استيطانية من الفتح حتى إعادة التوطين من قبل السكان المسلمين العسكريين والمدنيين في القرن الثامن. على الرغم من أن الأدلة في فلسطين توضح الاستمرارية الشاملة قبل الفتح وبعده في مدن مثل قيسارية وأرسوف وعسقلان ويافا، وكان انحدار المدن التي يحكمها البيزنطيون اتجاهًا لمدة قرن قبل الفتح، إلا أن بعض المدن مثل أنطاكية وأفاميا وأشدود والجورة والمناطق المجاورة لها لا تزال تظهر علامات إما انحدار غير طبيعي أو هجران من المحتمل أن يكون مرتبطًا بالفتح الإسلامي. تذكر مصادر إسلامية متعددة أن المسلمين دخلوا في اتفاقيات مع سكان مدن وبلدات مختلفة، والتي تضمنت شروطًا تلزم السكان المحليين بإخلاء بعض الممتلكات لاستيعاب الوافدين المسلمين الجدد، فضلاً عن التخلي عن نصف منازلهم وكنائسهم لاستخدامها كمساحات للمعيشة والمساجد. يمكن رؤية هذا الاستقرار للمسلمين نادرًا في الممتلكات الشاغرة في المدن والريف في حالات مختلفة، كما هو الحال في حِمص وطبرية والقدس. يشكك فريد دونر في صحة بعض هذه المعاهدات، مستشهدًا بـالواقدي الذي أشار إلى عدم وجود مصادر لها. يفسر دونر هذا على أنه احتمال أنها كانت غير متزامنة، وأنها جاءت من فترات لاحقة سعت إلى تبرير القيود الذمية المعاصرة. أيا كانت الأسباب النهائية للتخلي عن الممتلكات الحضرية، طواعية أو غير طوعية، فقد استولى عليها الملاك المسلمون الجدد تدريجيًا.
إن الحجم الدقيق للهجرة العربية إلى بلاد الشام غير معروف مقارنة بـبلاد ما بين النهرين. أنشأ الخلفاء قاعدة عسكرية أساسية في تل الجابية، ومعسكر في شرق الجولان كان في السابق عاصمة الغساسنة، وآخر بالقرب من المنطقة التي تطورت لاحقًا إلى الرملة في العصر الأموي. ومع ذلك، لم تتطور أبدًا بشكل كامل مقارنة بنظيراتها مثل الكوفة والبصرة في العراق، بسبب اضطرابات المستوطنات مثل طاعون عمواس، والتفضيل للاستيطان في المستوطنات القائمة مسبقًا.
حصل بعض المسلمين على مطالبات بالأراضي ومساكن عقارية في مدن مختلفة من بلاد الشام. يقتبس فريد دونر عن ياقوت الحموي، الذي ذكر أن عمرو بن العاص كان يمتلك عقارات متعددة في دمشق. كما استقر حبيب بن مسلمة الفهري في دمشق، حيث كان له مسكن يطل على نهر بردى. حصل آخرون في عهد عمر وعثمان على عقارات أرضية بالقرب من عسقلان. وفقًا لابن سعد: كما أوفى الخليفة عمر بوعد قطعه النبي محمد لـتميم الداري، وهو مسيحي فلسطيني من لخم اعتنق الإسلام وهاجر إلى النبي محمد في المدينة المنورة، وأصبح أحد رفاقه والذي تضمن مطالبات بالأراضي في الخليل وبيت عينون، وربما بيت لحم، إلى جانب وثيقة الحقوق، بالإضافة إلى العمل كجابي ضرائب (خراج) في هذه المناطق. ويقال إن أحفاده استمروا في الإقامة هناك حتى العصور الوسطى، ويزعم ابن العربي أن هذا المكان ظل معروضًا حتى الحملة الصليبية الأولى
بعد الفتح الإسلامي، حدث استيطان في ريف بلاد الشام، على الرغم من أنه أقل توثيقًا من المناطق الحضرية. يستشهد دونر بـالبلاذري، الذي ذكر أن الأراضي الزراعية المهجورة تم تخصيصها للمسلمين، بشرط أن يعيدوا الأرض إلى الإنتاجية ويدفعوا الزكاة وهي العُشر على المنتج. ذكر البلاذري أيضًا أن معاوية بن أبي سفيان-الذي كان واليًا على الشام في هذا الوقت - تلقى توجيهات من عثمان لتوطين البدو في الأراضي غير المطالب بها أو الشاغرة بعيدًا عن المناطق الحضرية. كان لدى بعض المهاجرين العرب على الأقل روابط ريفية في الشام قبل الفتح، مثل سعد بن عبادة.
وعلى الرغم من هذه السياسات والتخصيصات، يعتقد فريد دونر أن الاستيطان في المناطق الريفية كان محدودًا. وتكمن الأسباب في حظر الاستيلاء على ممتلكات الفلاحين المتبقين لغرض الحفاظ على قاعدة ضريبية كبيرة كما هو الحال في العراق. وقد أدى هذا إلى تقليل العدد المحتمل للأراضي الشاغرة في الريف للحكم العربي المحتمل خاصة وأن عددًا قليلًا من الفلاحين الشاميين فروا مقارنة بسكان الحضر في المدن، حيث لم يكن لديهم أسباب اقتصادية ودينية مقنعة للمغادرة إلى بيزنطة بدلاً من الصمود والتوصل إلى ترتيبات مع المسلمين. كما يلاحظ تواجد إشارات قليلة أو معدومة للهجرات القبلية إلى بلاد الشام مقارنة بالسجلات الخاصة بالعراق، بحجة من الصمت أن الهجرة العربية إلى بلاد الشام ربما كانت طفيفة، ويرجع ذلك على الأرجح إلى سياسة الخلافة التي تفضل الحفاظ عليها دون إزعاجها بالهجرات.

#### دوافع التوسع والهجرة
كان لدى المسلمين الأوائل أسباب متعددة للتوسع إلى بلاد الشام، وشملت هذه العوامل الاقتصادية، والدينية، والسياسية. وعلى هذا النحو، نصت الخلافة الإسلامية على سياسات الهجرة بغرض إرساء وتعزيز السيطرة على المناطق المحتلة. سبب آخر هو مصالح الطبقة النخبوية، التي سعت إلى الحفاظ على وضعها الاجتماعي الاقتصادي والسياسي الجديد من خلال الهجرة القبلية الخاضعة للرقابة.
كانت الدوافع وراء هجرة القبائل العربية تشمل الفرص الاقتصادية من خلال الحصول على راتب ثابت، والحصول على غنائم الحرب. وشملت الدوافع الأخرى المكانة الاجتماعية. لم تكن إمكانية الحصول على الأراضي دافعًا رئيسيًا للهجرات. يرفض فريد دونر عوامل الدفع المحتملة، مثل الاكتظاظ السكاني بسبب الجفاف في شبه الجزيرة العربية، باعتبارها تفتقر إلى الأدلة ومن غير المحتمل أن تكون كذلك نظرًا للبيئة القاسية في شبه الجزيرة.

### العصر الأموي (661-750)
أسست الخلافة الأموية، التي خلفت الخلافة الراشدة في عام 661، مركزها في الشام وعينت دمشق عاصمة لها، وبالتالي تحولت المنطقة إلى مقاطعة حضرية كبرى. أُشيرَ إلى حرية القبائل فيما يتعلق بـفلسطين خلال العصر الأموي، حيث كانت لها مكانة مميزة بسبب وجود ماضٍ بدوي مشترك. كان معظم العرب في بلاد الشام يتألفون من جنود ومسؤولين وسكان المدن. يكتب الطبري أن الخليفة الأموي مروان بن الحكم واجه ضغوطًا للوفاء بوعده لـبني كندة، بالسماح لهم بالاستقرار في منطقة البلقاء في شرق الأردن. يقتبس موشي جيل رواية اليعقوبي، واصفًا عددًا من القبائل في جند فلسطين، بما في ذلك لخم قبل الإسلام، وجذام، وعاملة، وكندة، وقيس، وكنانة الوافدين الجدد بعد الفتح. كما ذكر اليعقوبي أن قبيلة العاملية استقرت في جبل الجليل (جنوب لبنان وشمال إسرائيل حاليًا)، وكانت مدينة صور القريبة يسكنها أشخاص من أصول مختلفة. واستنادًا إلى التقاليد المحلية الحديثة، يُعتقد أن القبيلة كانت شيعية بالفعل عند استقرارها في القرن السابع. أصبحت العاملية المجموعة المهيمنة في المنطقة، والتي سميت باسمهم باسم جبل العامل. تشير رواية اليعقوبي إلى أن هجرة القبائل كانت منظمة في ظل الخلافة، وأنها كانت موجهة إما إلى مراكز إدارية جديدة، أو لملء الفراغ الناجم عن هجرة النخب اليونانية البيزنطية. كما عملت هجرة القبائل كعامل لتعزيز الأسلمة والتعريب.
سنت الخلافة تدابير الهندسة الديموغرافية، والتي شملت نقل السكان وتشجيع الاستيطان. بدءًا من العقود الأولى بعد الفتح، استخدمت هذه الممارسة لتوطين المناطق المحتلة حديثًا ومعالجة التحولات الديموغرافية. وفقًا للبلاذري: استوطن معاوية القبائل العربية والفرس في ساحل سوريا، واليهود في طرابلس، وبعد فتح بليس، ملأ الفجوة الديموغرافية بالقبائل العربية التي اعتنقت الإسلام للتو. في أوائل القرن الثامن، أسس مدينة الرملة عاصمة جند فلسطين، والتي يذكر اليعقوبي أنها استوطنها أشخاص من اللد، والتي هُدمت بعد اكتمالها.
في عام 742، أُرسِل جيش عربي بقيادة بلج بن بشر إلى الأندلس، وكان العديد من جنوده من أصل سوري. وأصبح هؤلاء الجنود فيما بعد مستوطنين حصلوا على إقطاعيات على طول ساحل البحر الأبيض المتوسط في إسبانيا، وتبنوا نموذجًا مشابهًا لنموذج سوريا. وتم تخصيص منطقة إسبانية مقابلة لكل من المناطق العسكرية السورية (الجند): استقر رجال دمشق في إلفيرا، وأولئك القادمون من الأردن في مالقة، وفلسطين في صيدا، وحمص في إشبيلية، وقناصرين في جيان. وشكلوا طبقة من المحاربين العرب يشار إليها باسم الشامي (السوريين). ساعد هذا التعيين في تمييزهم عن المستوطنين الأصليين الذين جاءوا مع الغزو الأولي.

### العصر الفاطمي (909–1171)
وفقًا للرحالة ناصر خسرو: كانت المنطقة الواقعة جنوب طبريا والمناطق المحيطة بها مأهولة بالشيعة. وبسبب مزيج من الكوارث الطبيعية والغزوات، انخفض عدد السكان المسلمين والذميين بحلول الحملة الصليبية الأولى. لم يشكل الشيعة أبدًا أغلبية السكان المسلمين في فلسطين، وكانوا دائمًا أقلية. وبحلول الفترة العثمانية، هاجر معظم الشيعة إلى الشمال في جبل عامل.

### عصر الصليبيين (1099-1187)
وفقًا للرحالة ناصر خسرو: كانت المنطقة الواقعة جنوب طبريا والمناطق المحيطة بها مأهولة بالشيعة. وبسبب مزيج من الكوارث الطبيعية والغزوات، انخفض عدد السكان المسلمين والذميين بحلول الحملة الصليبية الأولى.[1] لم يشكل الشيعة أبدًا أغلبية السكان المسلمين في فلسطين، وكانوا دائمًا أقلية. وبحلول الفترة العثمانية، هاجر معظم الشيعة إلى الشمال في جبل عامل.
كانت السامرة المنطقة الوحيدة في فلسطين التي كانت ذات أغلبية إسلامية قبل الحروب الصليبية وحكم المماليك.

## التأثير

### الإسلامية والعربية
المقالات الرئيسية: انتشار الإسلام، الإسلام في فلسطين، الإسلام في سوريا، الإسلام في لبنان، التعريب، التاريخ الديموغرافي لفلسطين (المنطقة)
لعبت هجرة القبائل العربية دورًا في أسلمة وتعريب الأرض المقدسة. في غضون قرنين من الزمان بعد الفتح الإسلامي المبكر، تبنى السكان الأصليون اللغة العربية، وترجموا الأدب الديني بما في ذلك الكتاب المقدس إلى اللغة العربية،  واستخدموها كلغة أصلية. ومع ذلك، لم يكن التعريب متوافقًا مع التحول إلى الإسلام. تشير الأدلة الأثرية إلى أن الأرض المقدسة أصبحت تدريجيًا  ذات أغلبية مسلمة بعد قرون من الفتح، ربما بين الفتوحات الأيوبية والعثمانية بسبب مزيج من التحولات بمعدلات مختلفة بين السكان الأصليين الذين بقوا، والهجرة غير الإسلامية، والهجرة الإسلامية.

### توزيع المستوطنات
مع هجرة العديد من المواقع في السهل الساحلي في الأرض المقدسة، تحول مركز الاستيطان من الساحل إلى المناطق الداخلية والبلاد الداخلية، حيث أصبح الساحل حدودًا بحرية محصنة ضد البيزنطيين.